# Hesperapis rhodocerata
Hesperapis rhodocerata là một loài ong trong họ Melittidae. Loài này được Cockerell miêu tả khoa học đầu tiên năm 1897.